# Alice Bergström
Alice Jenny Bergström, född 3 februari 2003, är en svensk fotbollsspelare som spelar för BK Häcken.

## Karriär
Bergström började spela fotboll i Tyresö FF och flyttades upp i A-laget inför säsongen 2019. Säsongen 2020 vann hon skytteligan i Division 1 Södra Svealand med 14 mål på 11 matcher. Inför säsongen 2021 gick Bergström till Älvsjö AIK. Hon spelade samtliga 26 matcher för klubben i Elitettan 2021 och gjorde åtta mål.
I juli 2021 värvades Bergström av Djurgårdens IF, där hon skrev på ett kontrakt fram till 2024. Bergström spelade dock kvar i Älvsjö AIK resten av säsongen 2021. Hon debuterade för Djurgården i Damallsvenskan den 27 mars 2022 i en 4–1-förlust mot Piteå IF. Bergström spelade 22 matcher i Damallsvenskan 2022, varav åtta från start. I premiären av Damallsvenskan 2023 gjorde hon sitt första mål i Damallsvenskan i en 1–0-seger över BK Häcken.
I december 2023 värvades Bergström av BK Häcken, där hon skrev på ett treårskontrakt.